# 矮黄堇
矮黄堇（学名：Corydalis pygmaea）为罂粟科紫堇属下的一个种。

## 扩展阅读
- 維基物種上的相關：矮黄堇